# De boeken van de zoon van de krijger
De boeken van de zoon van de krijger is een Nederlandse vertaling van de boekenserie Soldier's Son Trilogy, geschreven door Robin Hobb (pseudoniem van Margaret Lindholm). Het eerste boek, Overgangsritueel, is geschreven in 2005. Het tweede deel, Woudmagie, is geschreven in 2006 en het derde deel, Magisch eindspel, in 2007.

## De Boeken
De reeks van De zoon van de krijger speelt zich af in een moderne fictieve wereld. Dit in tegenstelling tot Hobbs andere trilogieën, de boeken van de Zieners, de Levende Schepen en de Nar, die plaatsvonden in het Rijk van de Ouderlingen.

## Overgangsritueel(2005)
De jonge Nevare Burvelle is de tweede zoon van een tweede zoon. Traditioneel in Gernia erft de eerste zoon het familie-erfgoed, draagt de tweede zoon het zwaard en dient de derde als priester voor de goede god. Nevare zal in de voetsporen treden van zijn vader -een tweede adelzoon die tot heer is verheven- in de Cavalla aan het front. Ook zal hij een goed huwelijk sluiten en de naam Burvelle doorgeven. Nevare kijkt al uit naar zijn rooskleurige toekomst.
Al twintig jaar lang duwt het leger van Koning Troven de oostgrens van Gernia verder over de Vlakte, de wilde volkeren aan zich onderwerpend. Nu heeft de expansie de grens naar de voet van de Heiningbergen gedreven, het huis van het mysterieuze volk der Spikkels. De Spikkels, een gevlekt, in de bossen teruggetrokken volk, behouden de laatste restjes magie in een wereld die draait om vooruitgang en technologie. De 'beschaafde' mensen funderen hun rationele filosofie in het geloof in de goede god, die de wereld van de oude goden erfde. Voor hen zijn de Spikkels een primitief volk, niet veel beter dan beesten. Bijgelovig of niet, er wordt gezegd dat de Spikkels vreemde ziekten met zich meedragen en bomen aanbidden. Gemeenschap met hen wordt niet alleen als vies, maar ook als roekeloos beschouwd; de Spikkelpest heeft hele regimenten uitgemaaid.
Al deze geloven zullen Nevares training aan de Academie beïnvloeden; maar zijn voortgang is niet zo gemakkelijk als hij wenste. Hij ondervindt onrechtvaardigheid van de 'Oude Adel', als een zoon uit de 'Nieuwe Adel' is hij afgezonderd van de zonen uit de oude adel in een patrouille, en dat in een omgeving vol onrechtvaardigheid, onderscheid, concurrentie en vals spel. Bovendien wordt zijn wereldbeeld door zijn onconventionele nichtje Epiny aan het wankelen gebracht, en heeft hij 's nachts de meest bizarre dromen. En dan komt het Donkerfeest en diens carnaval naar Oud Thares, de eerste Spikkels in Nevare ooit heeft gezien met zich meebrengend.

## Woudmagie(2006)
De Koninklijke Cavalla Academie is ernstig uitgedund door de Spikkelpest. De ziekte heeft haar tol geëist, zowel onder de cadetten als de instructeurs. Zelfs de overlevenden blijven zwak. Veel van hen zijn gedwongen hun militaire ambitie op te geven en terug te gaan naar hun familie, om een toekomst vol afhankelijkheid en teleurstelling te trotseren. Als de ziekenboeg van de Academie langzaam leegloopt bereidt Nevare Burvelle zich voor op een tocht naar huis, om aanwezig te zijn bij de bruiloft van zijn oudere broer, Rosse.
Nevare is verre van gebroken na zijn overwinning op de Boomvrouw. Hij heeft zichzelf bevrijd van de Spikkelmagie, die hem had geïnfecteerd en had geprobeerd hem tegen zijn eigen volk te keren. Er wacht hem een rooskleurige toekomst als officier, en hij is beloofd aan een jonge, mooie edelvrouwe, Carsina.
Toch blijven dromen over de omvangrijke Boomvrouw hem 's nachts achtervolgen. In deze dromen verraadt zijn Spikkel-ik iedereen die hij in zijn bewuste leven liefheeft. Het lijkt of de pest hem niet alleen maar fysiek heeft geraakt. Ondanks zijn angsten keert Nevare terug naar het Wijdaal, voor een tedere hereniging met Carsina. Maar zijn leven staat op het punt een schokkende wending te nemen wanneer de magie in zijn bloed opleeft en hem dwingt te erkennen dat zijn gevaarlijkste vijand, die alle liefde zoekt en vernietigt, misschien wel in hemzelf schuilt.